# Tribunale della Mercanzia

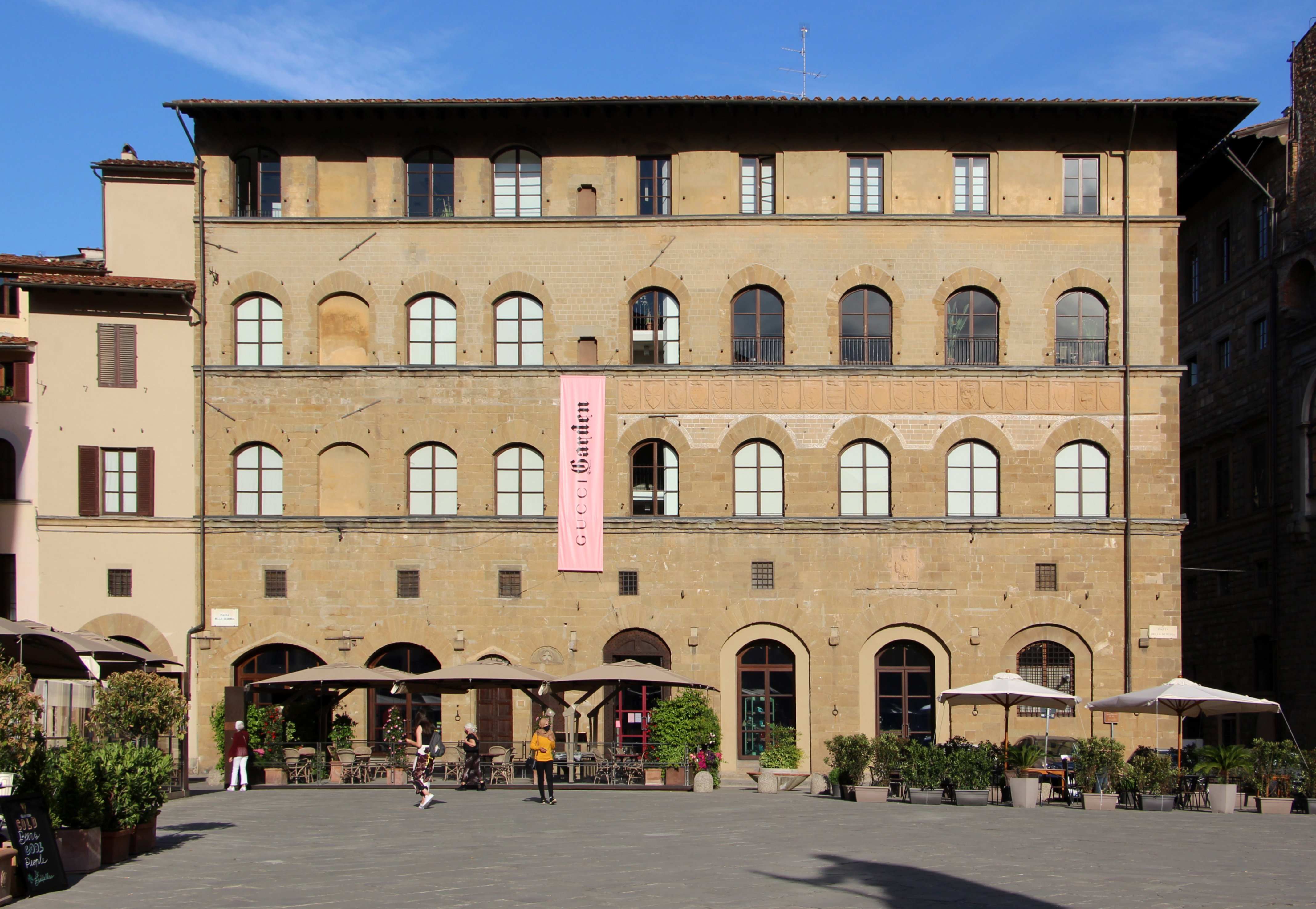
Tribunale della Mercanzia

La sede del Tribunale della Mercanzia (chiamato anche della Mercatanzia) è un edificio storico di Firenze, situato in piazza della Signoria dietro la Statua equestre di Cosimo I. Oggi questo palazzo ospita il Museo Gucci.

## Storia e descrizione

Stemma del Tribunale della Mercanzia

Fu costruito nel 1359 e restaurato nel 1905.
Questo tribunale era composto da sei avvocati forestieri e da sei consiglieri cittadini, scelti tra le Arti maggiori, per giudicare le cause tra mercanti fiorentini, in qualunque parte del mondo si trovassero, e le controversie commerciali tra i componenti delle corporazioni delle Arti di Firenze.
Anticamente, davanti alla facciata esisteva un portico, su cui Taddeo Gaddi aveva dipinto La Verità che cava la lingua alla Bugia, e Sandro Botticelli e Piero Pollaiolo avevano dipinto una serie di Virtù, oggi ospitate in una sala degli Uffizi. Sulla facciata sono scritte le parole: Omnis sapientia a Domino Deo est. Sopra campeggia un'immagine del Redentore scolpita in pietra e più in alto tutti gli stemmi delle corporazioni delle Arti maggiori e minori.
Il Tribunale possedeva la nicchia centrale su via de' Calzaiuoli di Orsanmichele, dove aveva fatto collocare il gruppo statuario dell'Incredulità di San Tommaso di Andrea del Verrocchio.
Il palazzo divenne poi sede del Comizio Agrario.
Dal 26 settembre 2011 il palazzo è sede del Museo Gucci, aperto in occasione del novantesimo anniversario del marchio fiorentino Gucci.

## Opere già nel Tribunale della Mercanzia
- Temperanza (Pollaiolo), Uffizi
- Prudenza (Pollaiolo), Uffizi
- Giustizia (Pollaiolo), Uffizi
- Fede (Pollaiolo), Uffizi
- Carità (Pollaiolo), Uffizi
- Speranza (Pollaiolo), Uffizi
- Fortezza (Botticelli), Uffizi

La candidatura di Andrea del Verrocchio per la fede non ebbe successo.